# Коломієць Петро Іванович
Петро Іванович Коломієць (1914—1943) — сержант Робітничо-селянської Червоної Армії, учасник Німецько-радянської війни, Герой Радянського Союзу (1944).

## Життєпис
Петро Коломієць народився в 1914 році у селі Нижня Сироватка (нині — Сумський район Сумської області України). Після закінчення початкової школи працював на Харківській селекційній станції народного комісаріату землеробства СРСР (зараз Інститут рослинництва імені В. Я. Юр’єва НААН). У червні 1941 року Коломієць був призваний на службу до Робітничо-селянської Червоної Армії. З липня того ж року — на фронтах Німецько-радянської війни. До вересня 1943 року гвардії сержант Петро Коломієць командував кулеметним розрахунком 267-го гвардійського стрілецького полку 89-ї гвардійської стрілецької дивізії 37-ї армії Степового фронту. Відзначився під час битви за Дніпро.
29 вересня 1943 року під час бою за хутір Коноплянка Великобагачанського району Полтавської області Української РСР розрахунок Коломійця знищив близько 30 ворожих солдатів і офіцерів, а потім, переправившись через Дніпро, взяв активну участь в захопленні і утриманні плацдарму на його західному березі. 30 вересня під час німецьких контратак Коломієць знищив близько 90 ворожих солдатів і офіцерів, що сприяло успішної переправи основних сил. У листопаді 1943 року Коломієць пропав безвісти.
Указом Президії Верховної Ради СРСР від 22 лютого 1944 року гвардії сержант Петро Коломієць посмертно був удостоєний звання Героя Радянського Союзу.
На фасаді Інституту рослинництва імені В. Я. Юр’єва встановлена меморіальна дошка Коломійцю.

## Нагороди
- Медаль «Золота Зірка» Героя Радянського Союзу (22.02.1944).
- Орден Леніна (22.02.1944).
- Орден Вітчизняної війни 2 ступеня (25.10.1943).
- Медаль «За відвагу» (10.09.1943).